# Medinaceli (stacja kolejowa)
Medinaceli (hiszp. Estación de Medinaceli) – stacja kolejowa w Medinaceli, w prowincji Soria we wspólnocie autonomicznej Kastylia i León, w Hiszpanii.
Obsługuje połączenia średniego zasięgu Renfe.

## Położenie stacji
Znajduje się na linii kolejowej Madryt – Barcelona w km 166, na wysokości 1014,4 m n.p.m.

## Stacja
Stacja została otwarta w dniu 2 lipca 1862 wraz z otwarciem odcinka Jadraque – Medinaceli linii kolejowej przeznaczonej do połączenia Madrytu z Saragossą. Prace były prowadzone przez Compañía de los Ferrocarriles de Madrid a Zaragoza y Alicante (MZA). W 1941 doszło do nacjonalizacji kolei w Hiszpanii i utworzenia RENFE.
Od 31 grudnia 2004 linię obsługuje Renfe, natomiast budynkiem dworca zarządza Adif.

## Linie kolejowe
- Linia Madryt – Barcelona – linia zelektryfikowana